# What’s the Pressure
A What’s the Pressure (magyarul: Mi nyomaszt?) a belga Laura Tesoro dala, mellyel Belgiumot képviselte a 2016-os Eurovíziós Dalfesztiválon, Stockholmban. A dal a VRT által szervezett nemzeti döntőben nyerte el az eurovíziós indulás jogát 2016. január 17-én.

## Eurovíziós Dalfesztivál
A dalt az Eurovíziós Dalfesztiválon először a május 12-i második elődöntőben adta elő, fellépési sorrendben tizennyolcadikként, utolsóként az Albániát képviselő Eneda Tarifa Fairytale című dala után. Az elődöntőből a harmadik helyen jutott tovább a május 14-i döntőbe, ahol fellépési sorrendben elsőként lépett fel a Csehországot képviselő Gabriela Gunčíková I Stand című dala előtt. A pontozás során a zsűri szavazáson összesítésben a hatodik helyen végzett 130 ponttal (Ausztráliától és Írországtól maximális pontszámot kapott), míg a nézői szavazáson a tizenhatodik helyen végzett 51 ponttal (Ausztráliától és Hollandiától maximális pontszámot kapott), így összesítésben 181 ponttal a verseny tizedik helyezettje lett.
A következő belga induló Blanche City Lights című dala volt a 2017-es Eurovíziós Dalfesztiválon.